# 完颜和尚
完颜和尚，金朝宗室，金太祖曾孙，完颜宗干之孙，完颜永庆之子。
完颜和尚被封为应国公，他的伯父皇帝完颜亮赐名乐善。左宣徽使许霖的儿子许知彰与完颜和尚争斗，完颜和尚的母亲命家奴将许知彰揪过来凌辱，又派人把许霖拖到府中殴打辱骂。第二天，许霖向朝廷告状。皇帝下诏让大兴尹萧玉、左丞良弼、权御史大夫张忠辅、左司员外郎王全共同审理此案，结果完颜和尚的母亲被杖打一百下，家奴中带头施暴的被处死，其余人按情节轻重处以杖刑。许霖曾在王妃面前下跪，有失大臣体统，加上他的控诉中有不实之处，被笞打二十下。大定年间，家奴小僧月一胡说完颜和尚熟睡时出现异常征兆，完颜和尚的母亲僧酷竟信以为真，召来占卜者李端占卜。李端说完颜和尚会成为天子，司天官张友直也说他会大富大贵。家奴李添寿向朝廷告发了这件事。僧酷、完颜和尚被交给官吏审讯，查证属实后，都被处死。金世宗说：“我曾痛恨海陵王（完颜亮）残杀宗族，如今完颜和尚做出这样的事，若想赦免他的罪，那些用妖言迷惑愚民的人，就会把假的当成真的，不能不除。我对这个孩子，实在是不得已啊。” 为此哀痛惋惜了很久。